# Шасињи
Шасињи (фр. Chassigny) насеље је и општина у североисточној Француској у региону Шампањ-Арден, у департману Горња Марна која припада префектури Лангр.
По подацима из 2011. године у општини је живело 231 становника, а густина насељености је износила 14,54 становника/km². Општина се простире на површини од 15,89 km². Налази се на средњој надморској висини од 323 метара.

## Демографија
| 1962. | 1968. | 1975. | 1982. | 1990. | 1999. | 2011. |
| ----- | ----- | ----- | ----- | ----- | ----- | ----- |
| 320   | 329   | 313   | 272   | 254   | 267   | 231   |

График промене броја становника у току последњих година